# こだま (人工衛星)
こだま（DRTS：Data Relay Test Satellite）は、宇宙開発事業団（現：宇宙航空研究開発機構）が開発した、日本のデータ中継衛星である。

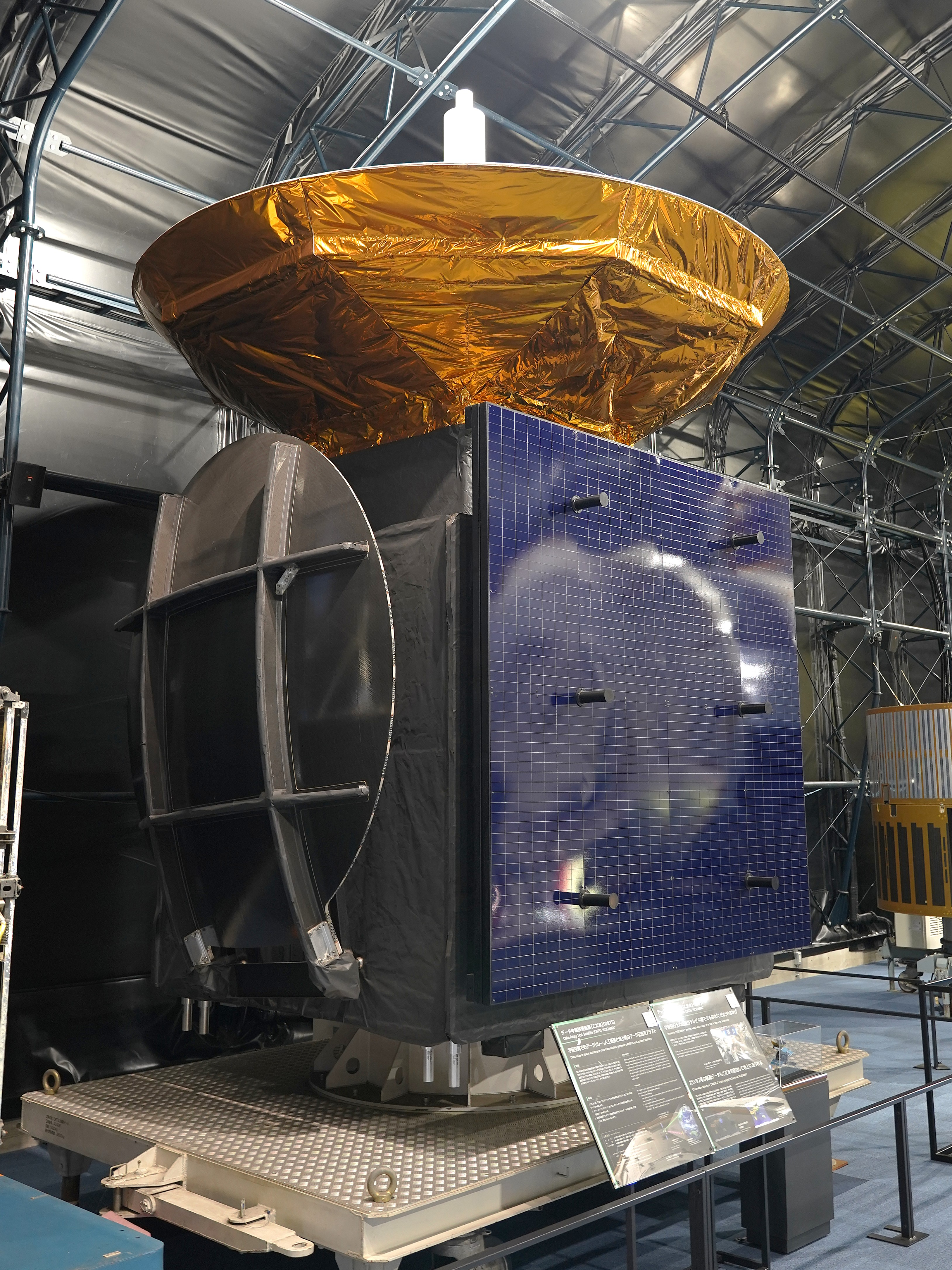
「こだま」実寸モデルJAXAスペースドーム展示品

2002年9月10日にH-IIAロケットで打ち上げられ、2017年8月5日に運用を終了した。

## 概要
静止衛星であり、東経90.75度のインド洋上空に占位している。低 - 中高度衛星と地上局の通信を中継することで、これら衛星の通信可能範囲を大幅に広げ、限られた地上局でも効率よくデータの送受信を行うのが目的である。使用できる周波数として、従来の2-4GHz帯（Sバンド）に加え、大容量通信に向いている26-40GHz帯（Kaバンド）を持つ。これによる最大通信容量は240Mbps以上という高速かつ大容量のデータを効率よく地上局に送信できる（2006年2月、世界最高速度278Mbpsの衛星間通信実験に成功）。
運用期間中に、みどりIIやきらり、だいちなど、さまざまなミッションにおいてデータ中継を行った。また、欧州宇宙機関（ESA）の地球観測衛星Envisatと観測データの中継実験も行い相互運用・支援性の確認をした。このうち、だいちとの連携では特に成果を上げ、運用期間中に地上局（10ヶ所）が直接受信したデータの26倍を中継するなど、今後のだいちの運用にもこだまが不可欠であると報告された。また、国際宇宙ステーションの日本実験棟「きぼう」の衛星間通信システム（ICS）とのデータ中継にも使われた。

### データ中継
低 - 中高度の衛星は、低い軌道高度（300-1000km）を周回するため、地上局の上空（直接通信可能な範囲）を短時間で通過してしまう。中高度で大量の情報を送信する必要がある地球観測衛星などでは、周回中にデータを圧縮しておき、地上局上空でまとめて送信するなどの手法がとられるが、本来の観測能力に対するボトルネックとなっていた。
地上局と低 - 中高度の衛星が互いの可視範囲にあるのは、軌道上の1割程度に限られている。しかし、そのはるか上空の静止軌道衛星からは、眼下の中高度衛星が飛行する軌道の6割を見渡すことが可能であり、足下の地上局に中継することによって、ほぼリアルタイムで通信可能範囲とすることができる。これは、観測衛星の実質能力を数倍に拡大できる可能性を示している。こだまは、ALOSミッション参加後、容量の嵩む画像データの99%を中継したことが報告されており、観測精度向上や期間短縮のほか、大規模災害の早期把握に大きく貢献した。
なお、空白域をなくすには最低2機による運用が必要で、こだまの場合、南北アメリカ大陸をほぼすっぽりと含む円形の地域の上空が、通信が不可能な範囲となっている。

## 仕様
- 打ち上げロケット：H-IIAロケット
- 打ち上げ日：2002年9月10日（JST）
- 打ち上げ質量：約2800kg
- 軌道：東経90.75度
- 寸法：2.2m×2.4m×2.2m
- 太陽電池パドル寸法：2.4m×7.3m（1枚あたり）
- 発生電力：2100W以上
- 衛星間通信アンテナ寸法：開口径約3.6m
- フィーダリンク用アンテナ寸法：開口径約1.8m
- 設計寿命：7年
- ミッション機器：Sバンド衛星間通信機器、Kaバンド衛星間通信機器、Kaバンドフィーダリング機器

## 経過
技術試験衛星きく6号、通信放送技術衛星かけはしを継承する、衛星間通信、データ中継システムの実験・実証機として計画された。
- 2002年9月10日 - 打ち上げ
  - 　第3回アポジエンジン噴射時に推力低下発生、20Nスラスタによる追加軌道制御実施
- 2003年1月10日 - 定常段階移行
- 衛星間通信実験の実績[3]
  - 2003年2月17日 - 10月24日　環境観測技術衛星 みどりII
  - 2005年9月1日 - 2009年9月10日　光通信技術衛星 きらり
  - 2006年2月19日 - 2011年5月12日　陸域観測技術衛星 だいち
  - 2006年4月4日 - 9月26日　欧州宇宙機関 地球観測衛星 Envisat
  - 2009年3月3日 - 2009年6月16日　小型実証衛星1型（SDS-1）
  - 2009年8月18日 - 継続中　国際宇宙ステーションきぼう（2011年8月1日 - 「きぼう」衛星間通信システム（ICS）の故障のため利用を中止[5]）
- 2009年9月28日 - 定常段階終了、後期利用段階へ
- 2017年8月5日 - 静止軌道離脱、停波し運用終了[2]。

### 当初計画
当初はDRTS-EとDRTS-Wの2機で地球周辺軌道の全領域をカバーし、携帯電話の基地局のように2機の衛星が通信を引き継いで連続中継する計画だった。DRTS-Eは現在こだまが位置する東経90度、DRTS-Wは西経170度を予定していた。DRTS-Wの打ち上げは2002年に予定されていたが、1年前の2001年8月の宇宙開発委員会で、予算不足から1機のみの計画に変更することが了承された。DRTS-Wとして製作された衛星は予定通り2002年に打ち上げられたが、軌道上の位置はDRTS-Eが予定していた東経90度に変更され、単にDRTS（こだま）と呼称することになった。2機目の衛星は地上予備機として完成させることも検討されたが、結局製作中止になった。

## 後継衛星
こだまの設計寿命は2009年に尽きており、後継衛星は準備されていないため、以後当面は寿命を超えての運用となる。推進薬を節約するため、2009年11月以降は衛星の南北制御を中止し、東西制御のみにする。南北制御を中止したことにより次第に軌道傾斜角が増大するため、軌道傾斜角が南北1度に達する2012年1月以降の運用は、衛星の状態を判断しながら決定される予定である。こだまの故障時に備えて、バックアップとしてNASAのデータ中継衛星TDRSを2010年4月以降に使用できるよう、準備が進められている。
JAXAでは、こだまの当初計画と同様に、2機の後継衛星をもって低軌道全体をカバーする体制を構築したい意向である。通信方法はこだまと同じKa帯電波の他、きらりで技術実証されたレーザー通信も検討されているが、いずれを搭載するか、あるいは両方を搭載するかは決定されていない。なお、当面計画されている低軌道衛星にはレーザー通信装置を搭載する予定はなく、衛星間通信を行う衛星はこだまとの通信を前提としているため、少なくともKa帯通信装置は搭載する可能性が高い。
2012年7月31日に開催された宇宙政策委員会 第1回会合の情報によれば、こだまの後継機は2015年度に民間事業者から調達する衛星でサービスを引き継ぐ方針とされている。

### 光データ中継衛星
情報収集衛星（IGS）とのデータ中継には「こだま」は使われなかった。政府は情報収集衛星用に大量のデータを迅速に中継するデータ中継衛星1号機と、これとは別予算の光データ中継衛星を導入した。平成31年度（2019年）の打ち上げを目指して、平成27年度予算案に関連予算の一部を盛り込んだ。光データ中継衛星はデータを電波でなく光形式で送るため、他国による妨害や傍受を防ぐことも可能になる。
その後、データ中継衛星1号機と光データ中継衛星は1機の衛星に機能をまとめられ、光データ中継衛星として2020年11月にH-IIAロケット43号機で打ち上げられた。